# Lijst van wielerploegen per land
Dit is een overzicht van historische en huidige wielerploegen per land.